# Laughton (West Lindsey)
Laughton – wieś i civil parish w Anglii, w Lincolnshire, w dystrykcie West Lindsey. W 2011 civil parish liczyła 410 mieszkańców. Laughton jest wspomniana w Domesday Book (1086) jako Lac(es)tone/Tastone/Leston.